# 8 de junho
8 de junho é o 159.º dia do ano no calendário gregoriano (160.º em anos bissextos). Faltam 206 dias para acabar o ano.

## Eventos históricos

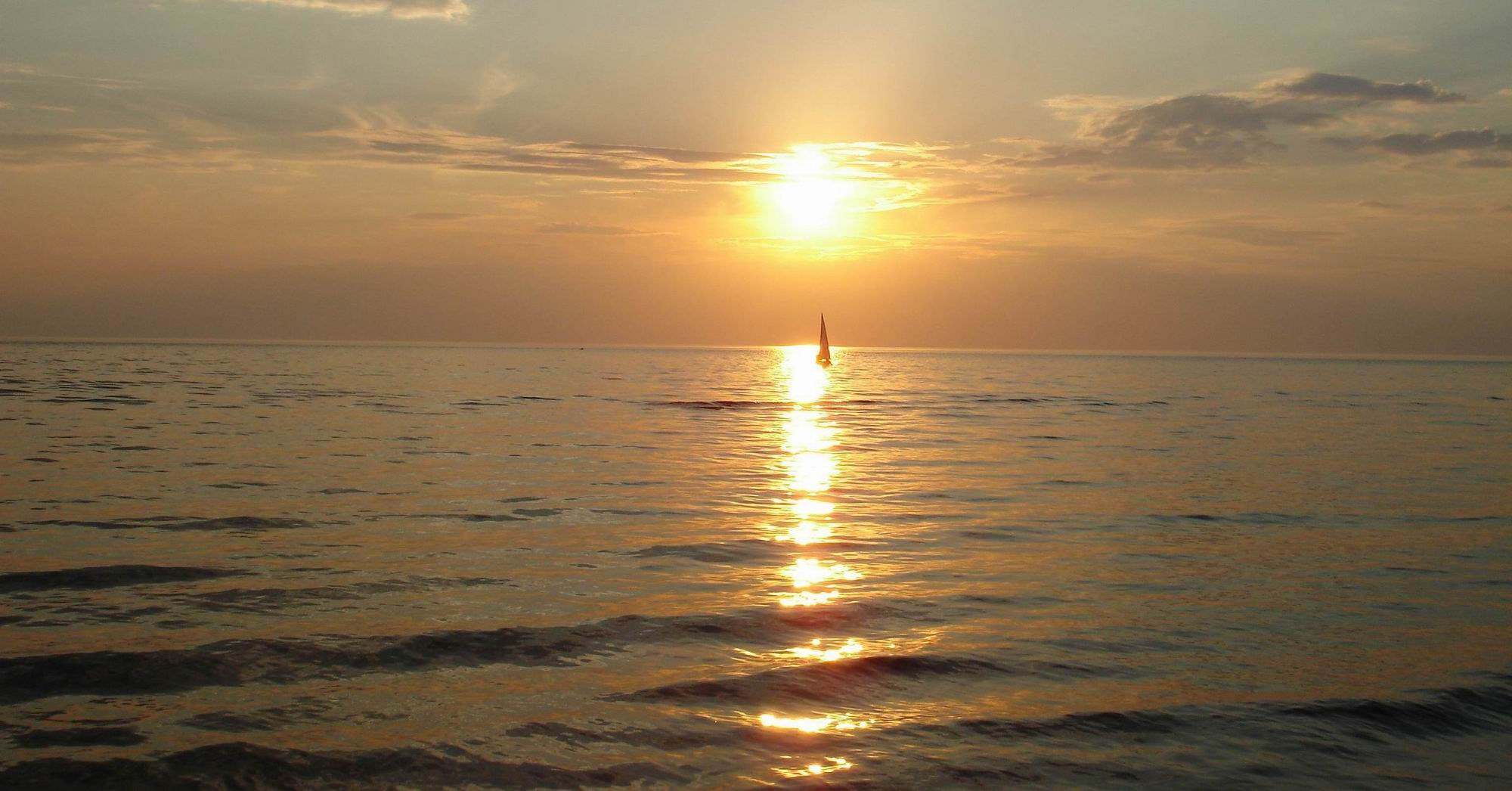
1992: Celebrado o primeiro Dia Mundial dos Oceanos

- 0068 — Galba é declarado imperador pelo senado romano.
- 0218 — Batalha de Antioquia: com o apoio das legiões sírias, Heliogábalo derrota as forças do imperador Macrino. Foge, mas é capturado perto de Calcedônia e depois executado na Capadócia.
- 0452 — Átila, o Huno invade a Itália.
- 0632 — Maomé, profeta islâmico, morre em Medina.
- 0793 — Os vikings invadem a abadia de Lindisfarne, na Nortúmbria, comumente aceito como o início da atividade nórdica nas Ilhas Britânicas.[1]
- 1042 — Eduardo, o Confessor, torna-se rei da Inglaterra – o penúltimo rei anglo-saxão do país.[2]
- 1191 — Ricardo Coração de Leão chega em Acre iniciando sua cruzada.
- 1663 — Guerra da Restauração Portuguesa: a vitória portuguesa na Batalha do Ameixial garante a independência de Portugal da Espanha.
- 1776 — Guerra Revolucionária Americana: os atacantes do Exército Continental são rechaçados na Batalha de Trois-Rivières.
- 1783 — Laki, um vulcão na Islândia, inicia uma erupção de oito meses que mata mais de 9 000 pessoas e gera uma carestia de sete anos.[3]
- 1789 — James Madison apresenta doze propostas de emendas à Constituição dos Estados Unidos no Congresso.
- 1794 — Maximilien Robespierre inaugura a nova religião oficial da Revolução Francesa, o Culto do Ser Supremo, com grandes festivais organizados por toda a França.
- 1856 — Um grupo de 194 ilhéus de Pitcairn, descendentes dos amotinados do HMS Bounty, chega à ilha Norfolk, iniciando o terceiro assentamento da ilha.
- 1861 — Guerra civil americana: o Tennessee se separa da União.
- 1863 — Questão Christie: o rei Leopoldo I da Bélgica, juiz da questão, declarou o Império do Brasil vencedor da disputa.
- 1867 — Coroação de Francisco José como Rei da Hungria após o compromisso austro-húngaro.
- 1883 — Convenção de Marsa. A França reafirma as cláusulas do Tratado de Bardo e o seu protetorado sobre a Tunísia.
- 1887 — Patenteado o sistema de leitura de cartões perfurados criado por Herman Hollerith.
- 1912 — Carl Laemmle incorpora a Universal Studios.
- 1928 — Segunda Expedição do Norte: o Exército Nacional Revolucionário Chinês captura Pequim, cujo nome é mudado para Beijing ("Capital do Norte").
- 1929 — Margaret Bondfield é nomeada Ministra do Trabalho. É a primeira mulher nomeada para o Gabinete do Reino Unido.
- 1940 — Segunda Guerra Mundial: a conclusão da Operação Alfabeto, a evacuação das forças aliadas de Narvik no final da Campanha da Noruega.
- 1941 — Segunda Guerra Mundial: os Aliados iniciam a Campanha da Síria-Líbano contra as possessões da França de Vichy no Levante.
- 1942 — Segunda Guerra Mundial: os submarinos da Marinha Imperial Japonesa I-21 e I-24 bombardeiam as cidades australianas de Sydney e Newcastle.
- 1949 — Publicação de 1984, de George Orwell.
- 1953 — A Suprema Corte dos Estados Unidos decide no caso District of Columbia v. John R. Thompson Co. que os restaurantes em Washington, D.C., não podem se recusar a servir clientes negros.[4]
- 1966 — Um F-104 Starfighter colide com o protótipo XB-70 Valkyrie no. 2, destruindo ambas as aeronaves durante uma sessão de fotos perto da Base Aérea de Edwards. Joseph A. Walker, um piloto de testes da NASA, e Carl Cross, um piloto de testes da Força Aérea dos Estados Unidos, são ambos mortos.
- 1967 — Guerra dos Seis Dias: o incidente do USS Liberty: um navio espião da Marinha dos Estados Unidos é atacado pela Força Aérea e pela Marinha de Israel, resultando em 34 mortes e 171 feridos.[5]
- 1968 — James Earl Ray, o homem que assassinou Martin Luther King Jr. é preso no Aeroporto Heathrow de Londres.[6]
- 1972 — Guerra do Vietnã: Phan Thị Kim Phúc, de nove anos, é queimada por napalm, um evento capturado pelo fotógrafo da Associated Press, Nick Ut, momentos depois, enquanto a jovem é vista correndo por uma estrada, no que se tornaria uma icônica foto vencedora do Prêmio Pulitzer.
- 1973 — Criação da Região Metropolitana de São Paulo.
- 1982
  - O voo VASP 168 cai em Pacatuba, Ceará, Brasil, matando 128 pessoas.
  - Ataques aéreos de Bluff Cove durante a Guerra das Malvinas: cinquenta e seis militares britânicos são mortos por um ataque aéreo argentino a dois navios de desembarque, o RFA Sir Galahad e o RFA Sir Tristram.[7]
- 1984 — A homossexualidade é descriminalizada no estado australiano de Nova Gales do Sul.
- 1987 — O governo trabalhista da Nova Zelândia estabelece uma zona nacional livre de armas nucleares sob a Lei de Zona Livre de Armas Nucleares, Desarmamento e Controle de Armas da Nova Zelândia de 1987.[8]
- 1992 — Celebrado o primeiro Dia Mundial dos Oceanos coincidindo com a ECO-92 que ocorria no Rio de Janeiro.
- 1997 — O tenista Gustavo Kuerten conquista o primeiro título de Roland Garros, vencendo o espanhol Sergi Bruguera por 3 sets a 0.
- 2001 — Mamoru Takuma mata oito e fere quinze pessoas com uma faca de cozinha em uma escola primária na prefeitura de Osaka, no Japão.
- 2004 — Ocorre o primeiro trânsito de Vênus pelo Sol do milênio.
- 2008 — Pelo menos sete pessoas morreram e dez ficam feridas em um ataque com adaga em Tóquio, no Japão.
- 2014 — Pelo menos 28 pessoas são mortas em um ataque no Aeroporto Internacional de Jinnah, Karachi, Paquistão.
- 2023 — O ex-presidente dos Estados Unidos Donald Trump é indiciado por acusações federais de uso indevido de informações confidenciais.

## Nascimentos

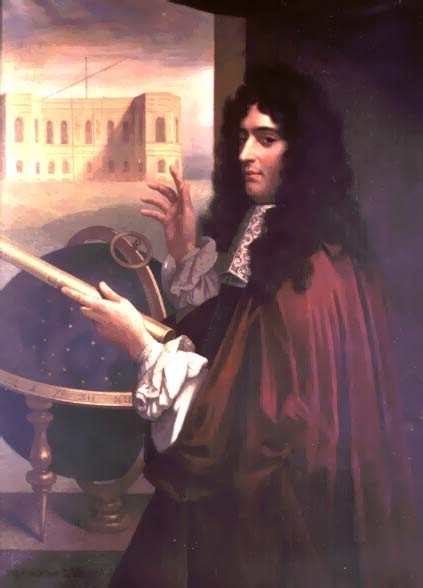
Giovanni Domenico Cassini

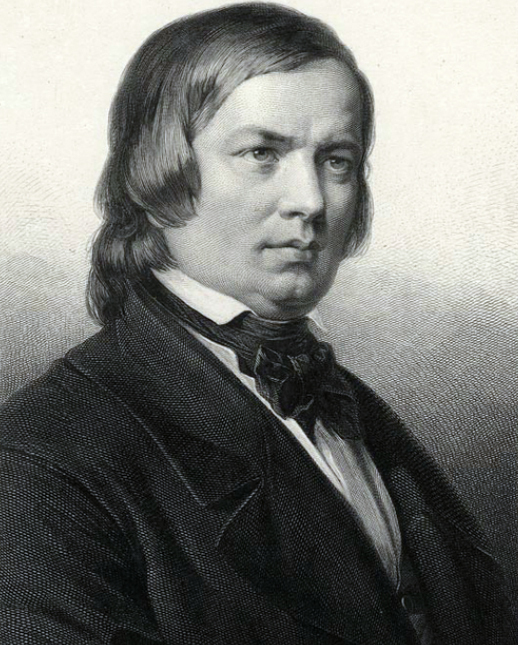
Robert Schumann

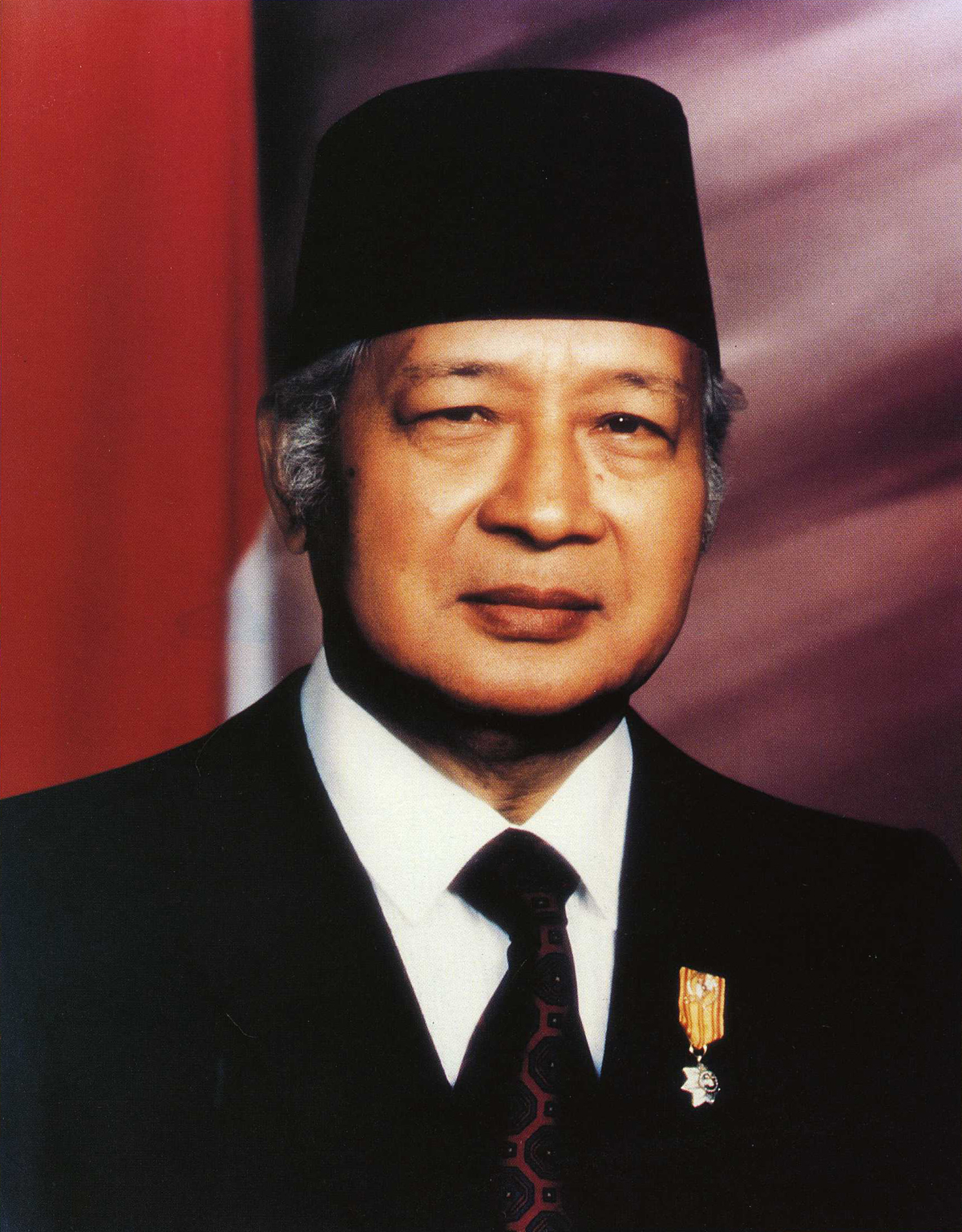
Suharto

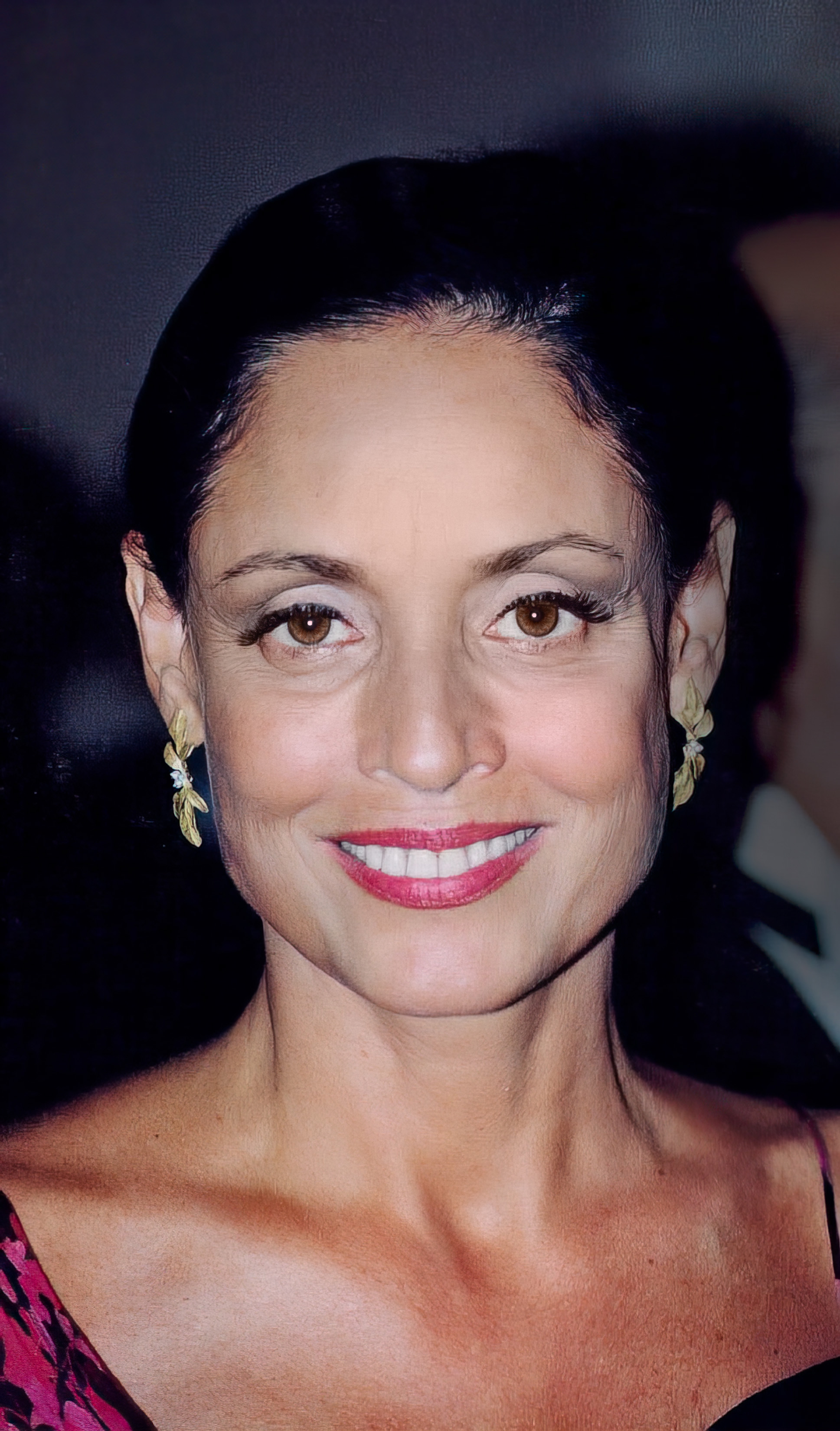
Sônia Braga

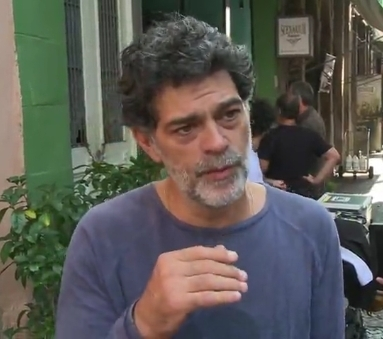
Eduardo Moscovis

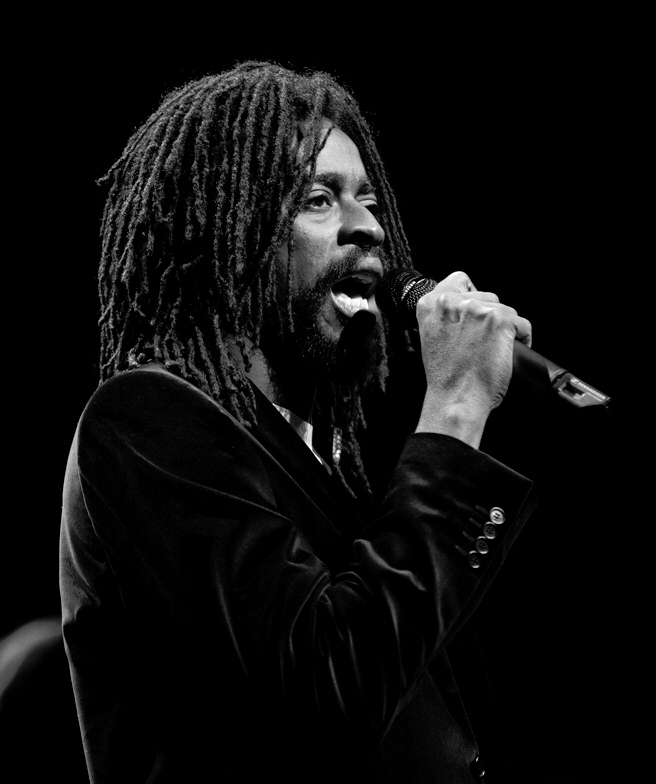
Seu Jorge

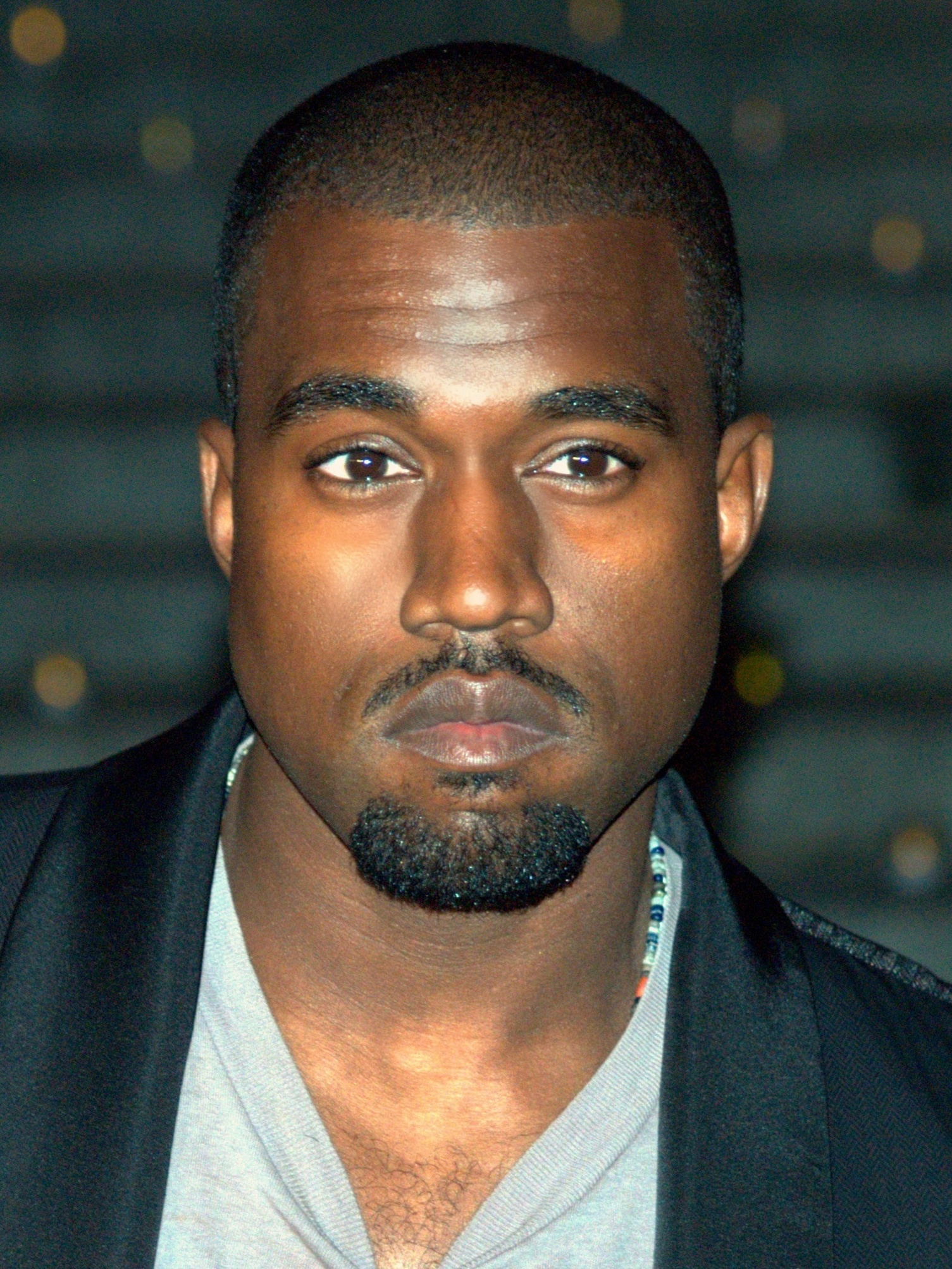
Kanye West

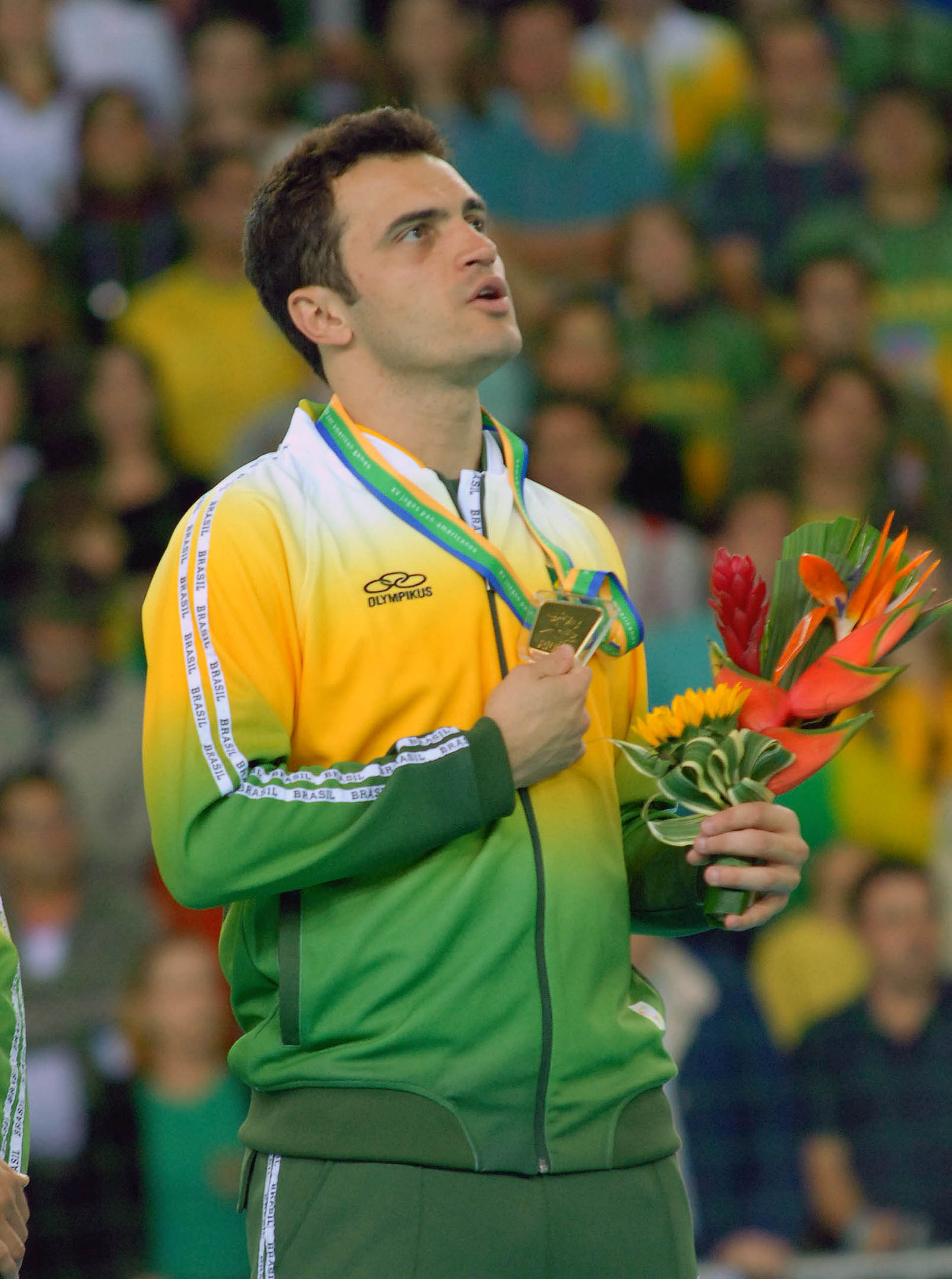
Falcão

### Anterior ao século XIX
- 1529 — João Frederico II, Duque da Saxónia (m. 1595).
- 1593 — Jorge I Rákóczi, príncipe da Transilvânia (m. 1648).
- 1625 — Giovanni Domenico Cassini, astrônomo italiano (m. 1712).
- 1671 — Tomaso Albinoni, compositor italiano (m. 1751).
- 1724 — John Smeaton, engenheiro civil britânico (m. 1794).
- 1745 — Caspar Wessel, matemático e cartógrafo norueguês (m. 1818).

### Século XIX
- 1804 — Maria Ana da Áustria (m. 1858).
- 1806 — Johann Baptist Alzog, teólogo alemão (m. 1878).
- 1810 — Robert Alexander Schumann, músico e compositor alemão (m. 1856).
- 1829 — John Everett Millais, pintor e ilustrador britânico (m. 1896).
- 1851 — Jacques-Arsène d'Arsonval, físico francês (m. 1940).
- 1867 — Frank Lloyd Wright, arquiteto estadunidense (m. 1959).
- 1895 — Santiago Bernabéu, futebolista e dirigente esportivo espanhol (m. 1978).

### Século XX

#### 1901–1950
- 1903 — Marguerite Yourcenar, escritora francesa (m. 1987).
- 1904 — Éric Weil, filósofo alemão (m. 1977).
- 1907 — Georges Speicher, ciclista francês (m. 1978).
- 1910 — John W. Campbell, escritor estadunidense (m. 1971).
- 1913 — Roberto Gomes Pedrosa, futebolista, dirigente esportivo e político brasileiro (m. 1954).
- 1916
  - Francis Crick, cientista britânico (m. 2004).
  - Luigi Comencini, diretor e roteirista italiano (m. 2007).
  - Fredrik Horn, futebolista norueguês (m. 1977).
- 1918 — Robert Preston, ator estadunidense (m. 1987).
- 1919 — Monte Hale, ator estadunidense (m. 2009).
- 1921
  - Suharto, general e ditador indonésio (m. 2008).
  - Alexis Smith, atriz canadense (m. 1993).
- 1924 — Jason Holliday, prostituto estadunidense (m. 1998).
- 1925
  - Barbara Pierce Bush, primeira-dama estadunidense (m. 2018).
  - Eddie Gaedel, jogador de beisebol estadunidense (m. 1961).
  - Josef Majer, futebolista tcheco (m. 2013).
- 1926 — Ilie Ceauşescu, político e militar romeno (m. 2002).
- 1927
  - Jerry Stiller, ator e comediante estadunidense (m. 2020).
  - Pavel Kharin, canoísta russo (m. 2023).
- 1930
  - Robert Aumann, matemático israelense.
  - Bo Widerberg, cineasta, roteirista e ator sueco (m. 1997).
- 1931 — Dana Wynter, atriz britânica (m. 2011).
- 1933 — Joan Rivers, atriz, comediante e apresentadora de televisão estadunidense (m. 2014).
- 1936
  - James Darren, ator, diretor e cantor estadunidense (m. 2024).
  - Kenneth Wilson, físico estadunidense (m. 2013).
- 1937 — Bruce McCandless, astronauta estadunidense (m. 2017).
- 1939 — Herb Adderley, jogador de futebol americano estadunidense (m. 2020).
- 1940 — Nancy Sinatra, cantora e atriz estadunidense.
- 1941
  - Padre Zezinho, sacerdote católico, compositor, cantor e escritor brasileiro.
  - Zygmunt Smalcerz, halterofilista polonês.
- 1942 — Rudi Dornbusch, economista alemão (m. 2002).
- 1943
  - Willie Davenport, atleta estadunidense (m. 2002).
  - Colin Baker, ator britânico.
- 1944
  - Annie Haslam, cantora e compositora britânica.
  - Boz Scaggs, guitarrista, cantor e compositor estadunidense.
- 1945 — Nicky Oppenheimer. empresário sul-africano..
- 1946
  - Camacho Costa, ator português (m. 2003).
  - Pál Bakó, pentatleta húngaro.
  - Pearlette Louisy, política santa-lucense.
- 1947
  - Donald Knight, patinador artístico canadense.
  - Eric F. Wieschaus, biólogo estadunidense.
  - Joan La Barbara, cantora estadunidense.
- 1949 — Emanuel Ax, pianista norte-americano.
- 1950 — Sônia Braga, atriz brasileira.

#### 1951–2000
- 1951 — Bonnie Tyler, cantora e compositora britânica.
- 1953
  - José Moreira da Silva, bispo brasileiro.
  - Ivo Sanader, político croata.
- 1954
  - Irina Levitina, jogadora de xadrez russo-estadunidense.
  - Greg Ginn, músico estadunidense.
  - Jochen Schümann, velejador alemão.
- 1955
  - José Antonio Camacho, futebolista e treinador de futebol espanhol.
  - Tim Berners-Lee, físico britânico.
  - Griffin Dunne, ator estadunidense.
- 1957
  - Scott Adams, cartunista estadunidense.
  - Mú Carvalho, produtor musical, compositor, músico e arranjador brasileiro.
- 1958 — Keenen Ivory Wayans, ator e diretor estadunidense.
- 1960
  - Gary Trousdale, cineasta estadunidense.
  - Mick Hucknall, cantor e compositor britânico.
  - Peter Heather, historiador britânico.
- 1961 — Branko Segota, futebolista canadense.
- 1962
  - Nick Rhodes, músico britânico.
  - Kristine W, cantora e compositora norte-americana.
- 1963
  - Toru Kamikawa, árbitro de futebol japonês.
  - Katy Garbi, cantora, atriz e produtora musical grega.
- 1964 — Butch Reynolds, velocista estadunidense.
- 1965
  - Rob Pilatus, cantor, dançarino e modelo germânico-estadunidense (m. 1998).
  - Frank Grillo, ator estadunidense.
- 1966
  - Jorge António, cineasta português.
  - Julianna Margulies, atriz estadunidense.
- 1967
  - Efan Ekoku, futebolista nigeriano.
  - Eduardo Niño, futebolista colombiano.
- 1968 — Eduardo Moscovis, ator brasileiro.
- 1969
  - Dariusz Wosz, futebolista e treinador de futebol alemão.
  - Jerry Sikhosana, futebolista sul-africano.
- 1970
  - Seu Jorge, músico e ator brasileiro.
  - Kelli Renee Williams, atriz estadunidense.
  - Patrick Mouratoglou, treinador de tênis francês.
- 1971
  - Cláudio Abreu, futebolista angolano.
  - Mark Feuerstein, ator estadunidense.
- 1972
  - Roosevelt Skerrit, político dominiquense.
  - Robel Bernárdez, futebolista hondurenho.
- 1973
  - Gennaro Iezzo, futebolista italiano.
  - Lexa Doig, atriz estadunidense.
  - Radu Rebeja, futebolista moldávio.
- 1974
  - Zé Alcino, futebolista brasileiro.
  - Lauren Burns, taekwondista australiana.
  - Leonardo Uehara, futebolista chileno.
- 1975
  - Sarah Abitbol, patinadora artística francesa.
  - Ricardo de Aquino Salles, advogado e político brasileiro.
  - Shilpa Shetty, atriz e modelo indiana.
- 1976
  - Lindsay Davenport, tenista estadunidense.
  - Homero Richards, automobilista mexicano.
  - Eion Bailey, ator estadunidense.
- 1977
  - Kanye West, cantor estadunidense.
  - Falcão, jogador de futsal brasileiro.
- 1978
  - Maria Menounos, atriz e apresentadora estadunidense.
  - Jorge Amaro de Souza Borges, biólogo e ativista de direitos humanos brasileiro.
  - Ljubomir Stanisic, chef de cozinha bósnio.
  - Eun Ji-won, cantor, rapper e ator sul-coreano.
  - Maria Manoella, atriz brasileira.
- 1979
  - Toifilou Maoulida, futebolista francês.
  - Pedro Granger, ator, apresentador e dublador português.
  - Ruben Houkes, judoca neerlandês.
- 1980
  - Pulpo González, futebolista espanhol.
  - Sonia Bompastor, futebolista francesa.
  - Gustavo Manduca, futebolista brasileiro.
- 1981 — Alex Band, cantor estadunidense.
- 1982
  - Dickson Etuhu, futebolista nigeriano.
  - Nadia Petrova, tenista russa.
  - Josh Pence, ator estadunidense.
  - Mark Gangloff, nadador estadunidense.
  - Irina Lazareanu, modelo romena-canadense.
- 1983
  - Kim Clijsters, tenista belga.
  - Coby Karl, jogador de basquete estadunidense.
  - Éverton Ramos, futebolista brasileiro.
  - Pantelis Kapetanos, futebolista grego.
  - Mark Worthington, jogador de basquete australiano.
- 1984
  - Javier Mascherano, futebolista e treinador de futebol argentino.
  - Torrey DeVitto, atriz e modelo estadunidense.
  - Maxi Pereira, futebolista uruguaio.
  - Andrea Casiraghi, príncipe monegasco.
- 1985
  - António Cebola, pianista português
  - Elicarlos, futebolista brasileiro.
  - José Joaquín Rojas, ciclista espanhol.
- 1986
  - Marcela Menezes, ginasta brasileira.
  - Carl Ikeme, futebolista nigeriano.
  - Ben Hermans, ciclista belga.
- 1987
  - Diego Ifrán, futebolista uruguaio.
  - Nicolás Freitas, futebolista uruguaio.
- 1988 — Kamil Grosicki, futebolista polonês.
- 1989
  - Timea Bacsinszky, tenista suíça.
  - Simon Trummer, automobilista suíço.
- 1990 — Scott Machado, jogador de basquete estadunidense.
- 1991 — Ahmed Khalil, futebolista emiradense.
- 1992
  - Sebá, futebolista brasileiro.
  - Aldemir da Silva Junior, velocista brasileiro.
- 1993 — Álex Moreno, futebolista espanhol.
- 1994 — Liv Morgan, lutadora profissional norte-americana.
- 1995 — Ferland Mendy, futebolista francês.
- 1997
  - Jeļena Ostapenko, tenista letã.
  - Francesc Colomer, ator espanhol.
- 1998 — Mirella, cantora brasileira.
- 1999
  - Dan Ticktum, automobilista britânico.
  - Jacob Schopf, canoísta alemão.
  - Mete Gazoz, arqueiro turco.
- 2000 — Charlotte Lawrence, cantora e modelo estadunidense.

### Século XXI
- 2004 — Francesca Capaldi, atriz estadunidense.
- 2006 — Alexa Nisenson, atriz norte-americana.

## Mortes

### Anterior ao século XIX
- 0632 — Maomé, líder religioso e político árabe (n. 570).
- 0995 — Minamoto no Shigenobu (n. 922).
- 1042 — Canuto II de Inglaterra (n. 1018).
- 1290 — Beatriz Portinari, dama florentina (n. 1266).
- 1376 — Eduardo, o Príncipe Negro (n. 1330).
- 1492 — Isabel Woodville, rainha consorte de Inglaterra (n. 1437).
- 1714 — Sofia de Hanôver (n. 1714).
- 1795 — Luís XVII de França (n. 1785).

### Século XIX
- 1809 — Thomas Paine, político e jornalista estadunidense (n. 1737).
- 1831 — Lavinia Spencer, Condessa Spencer (n. 1762).
- 1845 — Andrew Jackson político estadunidense (n. 1767).
- 1899 — Maria do Divino Coração Droste zu Vischering, nobre alemã e santa católica (n. 1863).

### Século XX
- 1924
  - George Mallory, montanhista britânico (n. 1886).
  - Andrew Irvine, montanhista britânico (n. 1902).
- 1970 — Abraham Maslow, psicólogo estadunidense (n. 1908).
- 1982 — Edson Queiroz, empresário brasileiro (n. 1925).
- 2000 — Lia Borges de Aguiar, atriz e apresentadora brasileira (n. 1927).

### Século XXI
- 2006 — Fiori Gigliotti, radialista esportivo brasileiro (n. 1928).
- 2007 — Richard Rorty, filósofo estadunidense (n. 1931).
- 2008
  - Meira Filho, jornalista e político brasileiro (n. 1922).
  - Gene Damschroder, político e aviador estadunidense (n. 1922).
- 2009
  - Omar Bongo, político gabonense (n. 1935).
  - Raul de Barros, compositor, maestro e instrumentista brasileiro (n. 1915).
- 2011 — Alan Rubin, músico estadunidense (n. 1943).
- 2012 — Ivan Lessa, jornalista e escritor brasileiro (n. 1935).
- 2018 — Maria Esther Bueno, tenista brasileira (n. 1939).
- 2019 — Andre Matos, cantor, compositor e pianista brasileiro (n. 1971).
- 2024 — Maria da Conceição Tavares, economista, escritora e política luso-brasileira (n. 1930).

## Feriados e eventos cíclicos

### Internacional
- Dia Mundial dos Oceanos
- Dia do Citricultor

### Feriados municipais no Brasil
- Arujá - São Paulo
- Eldorado do Sul - Rio Grande do Sul
- Iguaba Grande - Rio de Janeiro
- Santa Maria Madalena - Rio de Janeiro
- Taquaritinga - São Paulo

### Cristianismo
- Clodulfo de Métis
- Jacques Berthieu
- Maria do Divino Coração
- Mariam Thresia Chiramel
- Maximino de Aix
- Melânia, a Velha
- Tomás Ken

## Outros calendários
- No calendário romano era o 6.º dia (VI) antes dos idos de junho.
- No calendário litúrgico tem a letra dominical E para o dia da semana.
- No calendário gregoriano a epacta do dia é xix.